# Kelly Olynyk
Kelly Olynyk, né le 19 avril 1991 à Toronto au Canada, est un joueur canadien de basket-ball évoluant aux postes d'ailier fort et de pivot.

## Biographie

### Carrière universitaire
Kelly Olynyk a effectué son cursus universitaire avec les Bulldogs de Gonzaga.

### Carrière professionnelle

#### Celtics de Boston (2013-2017)
En 2013, Olynyk est drafté en NBA par les Mavericks de Dallas puis a été échangé aux Celtics de Boston contre deux futurs seconds tours de draft et les droits sur Lucas Nogueira.
Le 7 juillet 2013, il signe un contrat rookie avec les Celtics après son premier match à la NBA Summer League d'Orlando où il termine le match avec 25 points à 9 sur 13 aux tirs. Durant la saison NBA 2013-2014, il tourne à 8,7 points et 5,2 rebonds en 70 matchs et est nommé dans la deuxième meilleure équipe des rookies.
En juillet 2014, il participe à la NBA Summer League avec les Celtics. Le 29 octobre 2014, les Celtics exercent une option de trois ans sur le contrat rookie d'Olynyk soit jusqu'à la saison 2015-2016. Le 15 décembre 2014, il établit son record de points en carrière avec 30 unités dans la victoire des siens contre les Sixers de Philadelphie.

#### Heat de Miami (2017-2021)
Le 7 juillet 2017, il signe un contrat avec le Heat de Miami.

#### Rockets de Houston (mars - août 2021)
Le 25 mars 2021, il est transféré, avec Avery Bradley et un premier tour de draft 2022 aux Rockets de Houston contre Victor Oladipo.

#### Pistons de Détroit (2021-2022)
Lors du marché des agents libres de 2021, Kelly Olynyk signe un contrat de 37 millions de dollars sur trois ans avec les Pistons de Détroit.

#### Jazz de l'Utah (2022-2024)
En septembre 2022, il est échangé vers le Jazz de l'Utah avec Saben Lee contre Bojan Bogdanović.

#### Raptors de Toronto (2024-2025)
En février 2024, avec Ochai Agbaji, il est transféré aux Raptors de Toronto contre Kira Lewis Jr. et Otto Porter.

#### Pelicans de La Nouvelle-Orléans (2025)
En février 2025, avec Bruce Brown, il est échangé aux Pelicans de La Nouvelle-Orléans contre Brandon Ingram.

#### Spurs de San Antonio (depuis 2025)
En juin 2025, il est de nouveau transféré, cette fois-ci vers les Wizards de Washington puis vers les Spurs de San Antonio,.

## Palmarès

### Universitaire
- Consensus first-team All-American (2013)
- First-team Academic All-American (2013)
- WCC Player of the Year (2013)
- First-team All-WCC (2013)

### NBA
- NBA All-Rookie Second Team en 2013-2014.

### Sélection nationale
- Troisième à la Coupe du monde 2023

## Statistiques

### Universitaires
| Saison    | Équipe  | Matchs | Titul. | Min./m | % Tir | % 3pts | % LF | Rbds/m. | Pass/m. | Int/m. | Ctr/m. | Pts/m. |
| --------- | ------- | ------ | ------ | ------ | ----- | ------ | ---- | ------- | ------- | ------ | ------ | ------ |
| 2009-2010 | Gonzaga | 34     | 0      | 12,3   | 50,0  | 22,2   | 59,6 | 2,74    | 0,76    | 0,53   | 0,15   | 3,82   |
| 2010-2011 | Gonzaga | 35     | 4      | 13,5   | 57,4  | 44,4   | 61,8 | 3,80    | 0,74    | 0,34   | 0,14   | 5,77   |
| 2011-2012 | Gonzaga | -      | -      | -      | -     | -      | -    | -       | -       | -      | -      | -      |
| 2012-2013 | Gonzaga | 32     | 28     | 26,4   | 62,9  | 30,0   | 77,6 | 7,34    | 1,72    | 0,69   | 1,12   | 17,84  |
| Total     | Total   | 101    | 32     | 17,2   | 59,4  | 33,3   | 70,9 | 4,56    | 1,06    | 0,51   | 0,46   | 8,94   |

### Professionnelles
gras = ses meilleures performances

#### Saison régulière
| Saison    | Équipe              | Matchs | Titul. | Min./m | % Tir | % 3pts | % LF | Rbds/m. | Pass/m. | Int/m. | Ctr/m. | Pts/m. |
| --------- | ------------------- | ------ | ------ | ------ | ----- | ------ | ---- | ------- | ------- | ------ | ------ | ------ |
| 2013-2014 | Boston              | 70     | 9      | 20,0   | 46,6  | 35,1   | 81,1 | 5,21    | 1,56    | 0,50   | 0,39   | 8,67   |
| 2014-2015 | Boston              | 64     | 13     | 22,2   | 47,5  | 34,9   | 68,4 | 4,73    | 1,70    | 1,00   | 0,61   | 10,25  |
| 2015-2016 | Boston              | 69     | 8      | 20,2   | 45,5  | 40,5   | 75,0 | 4,07    | 1,52    | 0,75   | 0,48   | 9,96   |
| 2016-2017 | Boston              | 75     | 6      | 20,5   | 51,2  | 35,4   | 73,2 | 4,81    | 1,97    | 0,57   | 0,39   | 9,04   |
| 2017-2018 | Miami               | 76     | 22     | 23,4   | 49,7  | 37,9   | 77,0 | 5,67    | 2,72    | 0,82   | 0,46   | 11,47  |
| 2018-2019 | Miami               | 79     | 36     | 22,9   | 46,3  | 35,4   | 82,2 | 4,75    | 1,77    | 0,67   | 0,47   | 9,96   |
| 2019-2020 | Miami               | 67     | 9      | 19,4   | 46,2  | 40,6   | 86,0 | 4,55    | 1,73    | 0,67   | 0,34   | 8,19   |
| 2020-2021 | Miami               | 43     | 38     | 26,9   | 43,1  | 31,7   | 77,5 | 6,07    | 2,12    | 0,93   | 0,60   | 10,05  |
| 2020-2021 | Houston             | 27     | 24     | 31,1   | 54,5  | 39,2   | 84,4 | 8,44    | 4,15    | 1,44   | 0,59   | 19,00  |
| 2021-2022 | Détroit             | 40     | 1      | 19,1   | 44,8  | 33,6   | 77,5 | 4,42    | 2,77    | 0,78   | 0,47   | 9,12   |
| 2022-2023 | Utah                | 68     | 68     | 28,6   | 49,9  | 39,4   | 85,3 | 6,18    | 3,71    | 0,88   | 0,54   | 12,46  |
| 2023-2024 | Utah                | 50     | 8      | 20,4   | 56,2  | 42,9   | 84,2 | 5,10    | 4,40    | 0,70   | 0,20   | 8,10   |
| 2023-2024 | Toronto             | 28     | 19     | 26,4   | 54,8  | 33,8   | 82,4 | 5,60    | 4,60    | 1,30   | 0,60   | 12,70  |
| 2024-2025 | Toronto             | 24     | 2      | 16,0   | 50,0  | 44,2   | 79,1 | 3,70    | 2,30    | 0,70   | 0,30   | 7,10   |
| 2024-2025 | La Nouvelle-Orléans | 20     | 20     | 25,4   | 50,0  | 38,9   | 75,4 | 5,90    | 3,60    | 0,90   | 0,60   | 10,70  |
| Total     | Total               | 800    | 285    | 22,5   | 48,6  | 37,1   | 79,6 | 5,20    | 2,50    | 0,77   | 0,47   | 10,20  |

Mise à jour le 9 juillet 2025

#### Playoffs
| Saison | Équipe | Matchs | Titul. | Min./m | % Tir | % 3pts | % LF | Rbds/m. | Pass/m. | Int/m. | Ctr/m. | Pts/m. |
| ------ | ------ | ------ | ------ | ------ | ----- | ------ | ---- | ------- | ------- | ------ | ------ | ------ |
| 2015   | Boston | 4      | 0      | 13,3   | 53,8  | 50,0   | 50,0 | 1,25    | 0,50    | 0,50   | 0,50   | 4,50   |
| 2016   | Boston | 4      | 0      | 7,9    | 11,1  | 0,0    | 0,0  | 1,00    | 0,75    | 0,25   | 0,00   | 0,50   |
| 2017   | Boston | 18     | 2      | 19,2   | 51,2  | 31,9   | 73,3 | 3,17    | 1,89    | 0,72   | 0,78   | 9,17   |
| 2018   | Miami  | 5      | 0      | 29,2   | 47,7  | 42,1   | 70,0 | 4,60    | 3,80    | 1,40   | 1,20   | 12,80  |
| 2020   | Miami  | 17     | 0      | 15,2   | 47,4  | 34,7   | 82,1 | 4,65    | 1,12    | 0,24   | 0,47   | 7,65   |
| Total  | Total  | 48     | 2      | 17,4   | 48,3  | 34,7   | 75,0 | 3,50    | 1,60    | 0,56   | 0,62   | 7,90   |

Mise à jour le 25 octobre 2020

## Records sur une rencontre en NBA
Les records personnels de Kelly Olynyk en NBA sont les suivants, :
| Type de statistique        | Saison régulière | Saison régulière                | Saison régulière | Playoffs | Playoffs                | Playoffs      |
| Type de statistique        | Record           | Adversaire                      | Date             | Record   | Adversaire              | Date          |
| -------------------------- | ---------------- | ------------------------------- | ---------------- | -------- | ----------------------- | ------------- |
| Points                     | 32               | @ Celtics de Boston             | 20 décembre 2017 | 26       | 2 fois                  | 2 fois        |
| Paniers marqués            | 12               | 3 fois                          | 3 fois           | 10       | Wizards de Washington   | 15 mai 2017   |
| Paniers tentés             | 23               | @ Cavaliers de Cleveland        | 12 avril 2014    | 16       | 2 fois                  | 2 fois        |
| Paniers à 3 points réussis | 6                | 2 fois                          | 2 fois           | 4        | @ 76ers de Philadelphie | 14 avril 2018 |
| Paniers à 3 points tentés  | 13               | Pelicans de La Nouvelle-Orléans | 4 avril 2021     | 7        | 2 fois                  | 2 fois        |
| Lancers francs réussis     | 11               | @ Nuggets de Denver             | 24 avril 2021    | 4        | 6 fois                  | 6 fois        |
| Lancers francs tentés      | 11               | 3 fois                          | 3 fois           | 7        | @ 76ers de Philadelphie | 14 avril 2018 |
| Rebonds offensifs          | 7                | @ Wizards de Washington         | 8 décembre 2014  | 3        | 4 fois                  | 4 fois        |
| Rebonds défensifs          | 16               | Mavericks de Dallas             | 7 avril 2021     | 9        | Pacers de l'Indiana     | 22 août 2020  |
| Rebonds totaux             | 18               | Mavericks de Dallas             | 7 avril 2021     | 9        | 2 fois                  | 2 fois        |
| Passes décisives           | 11               | 4 fois                          | 4 fois           | 7        | Bulls de Chicago        | 18 avril 2017 |
| Interceptions              | 5                | Clippers de Los Angeles         | 16 décembre 2017 | 3        | @ 76ers de Philadelphie | 24 avril 2018 |
| Contres                    | 4                | Nuggets de Denver               | 19 mars 2018     | 3        | 2 fois                  | 2 fois        |
| Balles perdues             | 6                | 2 fois                          | 2 fois           | 4        | @ 76ers de Philadelphie | 16 avril 2018 |
| Minutes jouées             | 45               | @ 76ers de Philadelphie         | 12 janvier 2021  | 37       | @ 76ers de Philadelphie | 24 avril 2018 |

- Double-double : 50
- Triple-double : 0

Dernière mise à jour : 24 mars 2025